# Enicospilus scitus
Enicospilus scitus là một loài tò vò trong họ Ichneumonidae.